# Наташа Ростова
Наташа Ростова (на руски: Наталья Ильинична Ростова) e героиня от романа на Лев Толстой „Война и мир“. Тя е дъщеря на Иля Андреевич Ростов.
В началото на романа Наташа е 13-годишна девойка, влюбена в Борис Друбецки, който живее наблизо с майка си. Неин близък приятел е Пиер Безухов. Когато Борис постъпва на служба при Михаил Кутузов, Наташа охладнява към него. Пиер запознава Наташа с княз Андрей Болконски, в който Наташа се влюбва. Баща му, княз Николай Болконски счита Наташа за неподходяща за неговия син и уговаря Андрей да отложи сватбата. По време на неговото отсъствие Наташа се увлича по Анатол Курагин. Анатол има намерение да избяга с Наташа и тайно да се венчаят, но плановете им са осуетени от братовчедката на Наташа, Соня.
Наполеон настъпва към Русия и Наташа е свидетелка на много убити и ранени. Между ранените тя открива Андрей Болконски и се грижи за него. Неговите рани обаче са сериозни и той умира. В края на романа тя става съпруга на Пиер Безухов и има четири деца.